# Дельфи
Де́льфи (дав.-гр. Δελφοί) — давньогрецьке місто в південно-східній Фокіді (Греція), загальногрецький релігійний центр із храмом та оракулом Аполлона. Згідно з легендою, це місце називалося Піфо (Πυθώ), у давнину тут була священна земля, що служила резиденцією головного оракула Піфії. Оракул був загальногрецьким за своїм характером і також сприяв певній консолідації давньогрецьких полісів, незважаючи на те, що ідея об'єднання Греції протягом століть була далека від реалізації. Стародавні греки вважали, що центр світу знаходиться в Дельфах, відзначений кам'яною пам'яткою, відомою як омфал (пуп). Священна ділянка знаходилася в районі Фокіди, але керування ним було відібрано у фокійців, які намагалися вимагати гроші у паломників, і передано в руки амфіктіонян або групи грецьких племен, що жили головним чином у Центральній Греції. За легендою, місто було названо на ім'я сина Аполлона Дельфа Згідно із Судою, Дельфи отримали свою назву від Дельфіни (дракайни), яка жила там і була вбита Аполлоном (в інших джерелах змієм був Піфон). З початку VI століття до н.е. і до кінця IV століття н.е. тут проходили загальногрецькі Піфійські ігри.
Жваві зв'язки з Дельфами мав Херсонес Таврійський.
Дельфи займають чітко окреслену ділянку на південно-західному схилі гори Парнас. В даний час там знаходиться величезна археологічна пам'ятка, а з 1938 року частина національного парку Парнас. Поруч з археологічною пам'яткою знаходиться сучасна міська забудова. Стародавній район, визнаний ЮНЕСКО об'єктом Всесвітньої спадщини, дуже вплинув на древній світ, про що свідчать різні пам'ятки, побудовані там більшістю важливих давньогрецьких міст-держав, що демонструють їх фундаментальну еллінську єдність. Не можна було б усунути вплив дельфійського оракула з писемної історії на той час.
Розкопками, що почалися в 1892 році, були відкриті  храм Аполлона Піфійського (VI—IV століття до н.е.), скарбниці сіфносців (близько 525 року до н.е.), афінян (початок V століття до н.е.), стоя чи галерея-портик афінян (475 рік до н.е.), театр (II століття до н.е.) та інші споруди.
На честь Дельф було названо середовище розробки Delphi та однойменна мова програмування, а також звивина Дельфи на супутнику Юпітера Європі.

## Географія

Карта святилищ Стародавної Греції

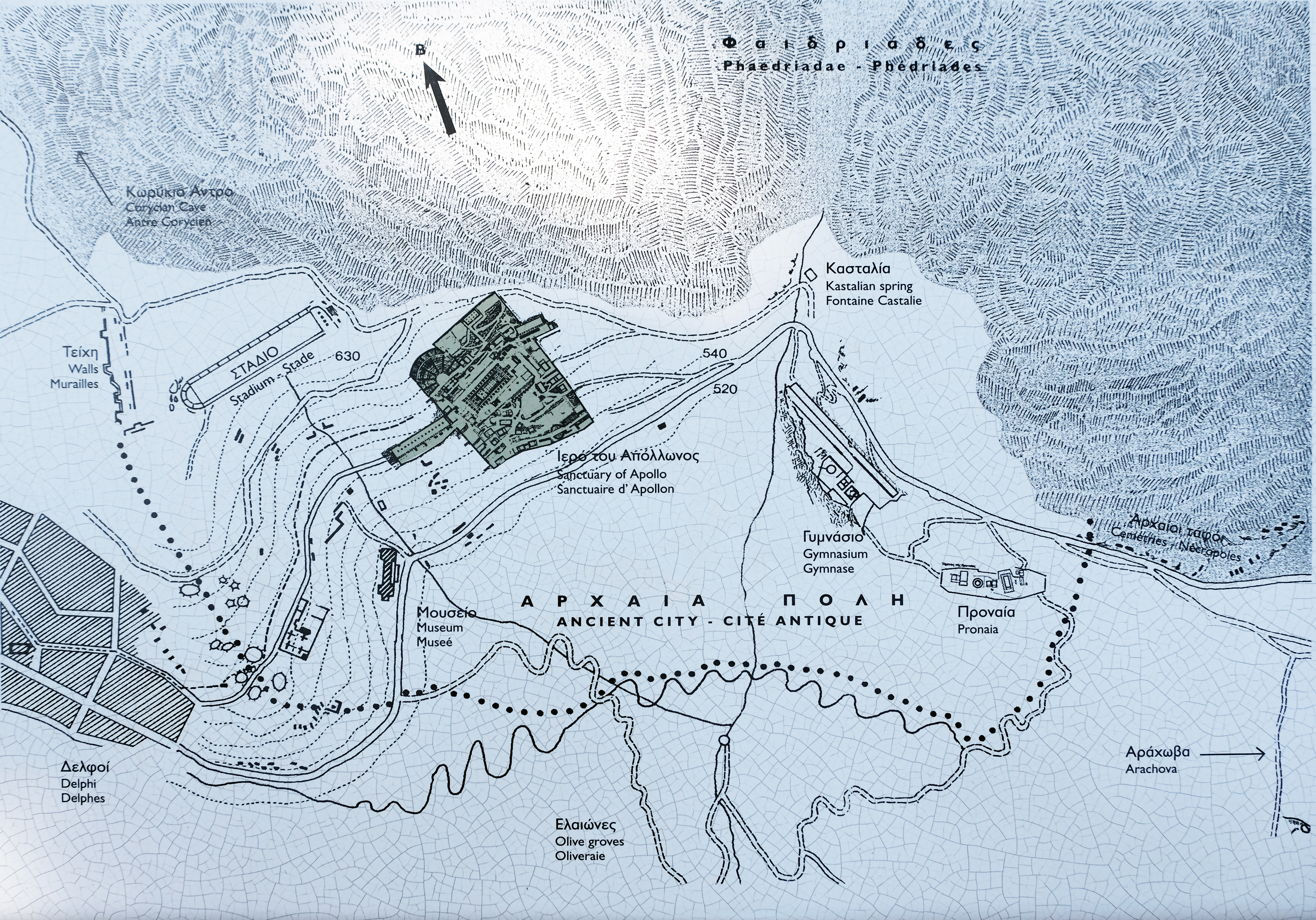
Мапа Дельф.

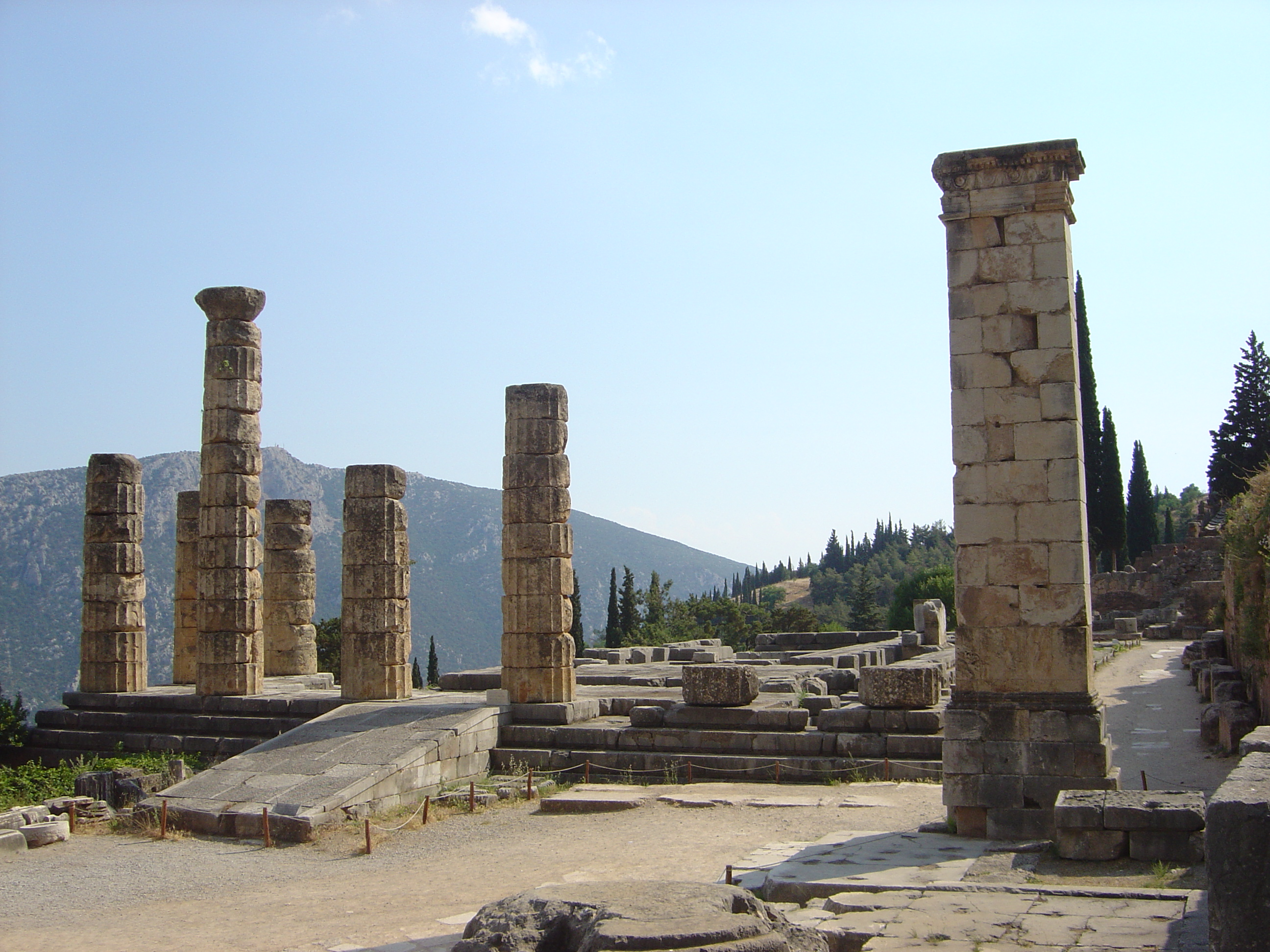
Руїни Храма Аполлона в Дельфах.

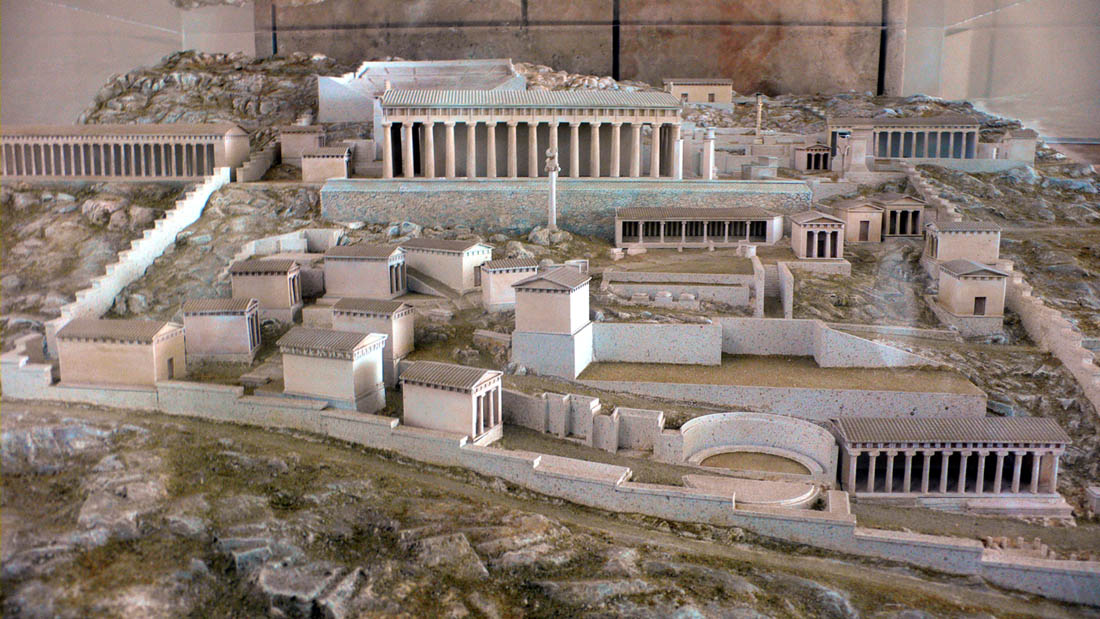
Модель античного святилища Аполлона в Дельфах.

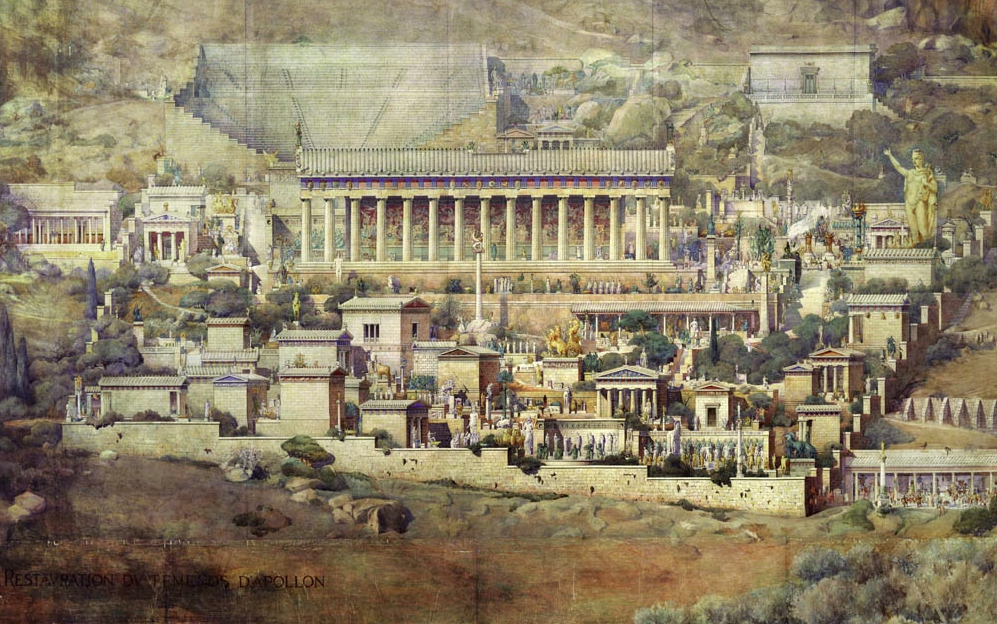
Художня реконструкція святилища Аполлона в Дельфах

Дельфи розташовані на Грецькій національній дорозі 48 між Амфісою на заході і Лівадією на сході. Дорога йде північним схилом перевалу між горою Парнас на півночі і горами півострова Дісфіни на півдні. Острів трикутної форми вдається в Коринфську затоку. Перевал є єдиною долиною річки, яка тече зі сходу на захід, утворюючи природний кордон на півночі півострова Десфіну і забезпечуючи легкий шлях через нього. Руїни стародавніх Дельф розташовані за 9,5 кілометрів від узбережжя Коринфської затоки (місто Ітеа) на південно-західному схилі гори Парнас на висоті 700 метрів над рівнем моря. Сучасне мале місто Дельфа знаходиться неподалік, на захід від руїн. Община Дельфи входить в периферійну одиницю Фокіди. Община включає і приморське мале місто Галаксідіон.
Зі східного боку долина з'єднується з іншою долиною з півночі на південь, що веде з Давлії в Дістомо. На південь від Дистомона долина перетинається із затокою Андікіра.  Це місце відоме як Паралія Дістомо (пляж Дістомо). Андікіра, головний порт Фокіса, знаходиться трохи нижче по узбережжю.
Із західного боку долина сполучається з іншою з півночі на південь між Амфісою та Ітеєю. В Амфісі долина закінчується глухим кутом. Це місто сьогодні важливіше, бо через гірські перевали прокладено шлях на егейську сторону Греції. Ці стратегічні місця були місцями важких боїв та репресій під час Другої світової війни.
На північному боці долини, на звуженій ділянці, нависає відріг Парнаса, місце, де розташована давня Крісса, що колись правила всією долиною. І Амфіса, і Кріса згадуються в каталозі кораблів «Іліади». Це була мікенська фортеця. Археологічні дати долини сягають раннього елладського періоду. Ці ранні дати можна порівняти з ранніми датами в Дельфах, припускаючи, що Дельфи були присвоєні і перетворені фокейцями з давньої Кріси. Вважається, що руїни Кіри, нині є частиною порту Ітеа, були портом Кріси з тією ж назвою, і що етимологічно назва Кіра походить від Кріси.

## Етимологія
Грецьке слово Δελφοί сходить до Індоєвропейського кореню δελφύς — «матка», «лоно», «утроба». Звідси походять і слова αδελφός — «брат» або букв. «єдиноутробний», та дельфін — «новонароджене немовля», «утробний» (утробний можливо, через зовнішню схожість з немовлям або через те, що крик дельфіна схожий на крик дитини). Причина такої назви, мабуть, пов'язана з тим, що у поданні стародавніх греків, неподалік храму Аполлона знаходився Пуп Землі.

## Історія
Унаслідок розкопок 1893—1901, 1922—1925, 1930 років відтворено план Дельфів. Розкопано скарбниці, збудовані різними містами Греції, театр і стадіон. Знайдено багато статуй (серед них «Візничий» — 5 ст. до н. е.), понад 5000 написів.
За античними джерелами до оракула Аполлона в місті вже були оракули інших божеств (Геї, Феміди, Посейдона тощо), за гомерівським гімном Аполлон сам обрав Дельфи місцем для свого святилища, вбивши Піфона, який тут оселився.
Найважливішим місцем у Дельфах було священне коло Аполлона в північній частині міста, оточене мурами й розташоване на 6 терасах, які з'єднувала священна дорога, що звивалася спіраллю від вхідної брами до найвищої тераси, де споруджено храм богові. Обабіч дороги містилися скарбниці грецьких держав, пам'ятники й статуї. Біля входу до храму були написи: medén ágan — «нічого над міру» і gnóthi sautón — «пізнай самого себе». Там стояла і статуя Гомера. У другій вузькій залі горів вічний вогонь, біля нього містилися вівтар Посейдона, статуї мойр, Аполлона Мойрагета (проводиря мойр). У найвіддаленішій частині святині (мабуть, у підземній залі) над розколиною сиділа на триніжку піфія. Жрецтво храму в Дельфах у період розквіту грецьких полісів перебувало під впливом аристократичної Спарти.
У місті були також статуя Аполлона, саркофаг Діоніса і напівкруглий камінь — омфал, що вважався пупом землі (тут Аполлон поховав переможеного Піфона). У північно-західній частині кола містився театр. Біля підніжжя східного скелястого муру струменіла вода священного Кастильського джерела, у якому прочани здійснювали очисне омовіння. Біля джерела була священна ділянка міфологічного персонажа Автоноя. На північний схід від Аполлонового кола містилося коло Афіни Пронаї (охоронниці святині).
Для оборони святині в 6 ст. до н.е. постала дельфійська амфіктіонія, яка згодом, спираючись на авторитет та багатства оракула, перетворилася в могутню і впливову політичну спілку. У 189 р. до н.е. Дельфи підпали під владу Риму; 86 року до н.е. твори Фідія, Праксітеля, Полігнота й інших, які прикрашали священне коло, забрав Сулла, а потім вони стали власністю Нерона. Відтак храм не раз грабували; остаточно його зруйнував Феодосій І (близько 390 року).

## Міфологія
Зевс послав із країв світла двох орлів, і вони зустрілися на піфійській скелі (або там зустрілись лебеді, або ворони). Ця зустріч означила, що там був Пуп Землі, який охороняли дві Горгони..
Колись частка Дельф належала Геї, вона відала її Феміді, а та подарувала Аполлону. За трезенським оповіданням, Дельфи раніше належали Посейдону, а Калаврія - Аполлону. Пізніше вони обмінялися місцевостями. На південь від храму Аполлона у Дельфах був храм Геї. Статую Аполлона у Дельфах у вигляді колони згадує Євмел Корінфський.
У місті був також провісник Діоніса (?). За орфіками була труна старшого Діоніса, він лежить під триніжком або в Омфалі (див. Загрей).
По Евріпіду, Дельфи намагалися пограбувати воїни Кадма.
Відповідно до міфічної традиції, існували такі храми Аполлона:
1. Храм з дерев лавра, у Темпах.
2. З бджолиного воску та крил (збудований Птерасом). За іншою легендою, з папороті. Віднесений у край гіпербореїв[20].
3. З міді роботи Гефеста (або Гефеста та Афіни[21]).
4. Кам'яні роботи Трофонія та Агамеда. Згорів в 548/547 роках до н.е. За археологічними даними, побудований у другій половині VII століття до н.е.[22]
5. Побудований амфіктіонами, будівельник Спінфар. Зруйнований землетрусом приблизно 373 року до н.е. і потім перебудований[23]. Його руїни збереглися досі.

На третьому храмі сиділо шість золотих птахів (у Піндара «чарівниці»), які зачаровували відвідувачів, і ті вмирали. Зевс вразив храм перуном, вбивши птахів і сховавши храм від людських очей, птахів же Афіна наділила пророчим даром. Цих птахів ототожнюють з сиренами.

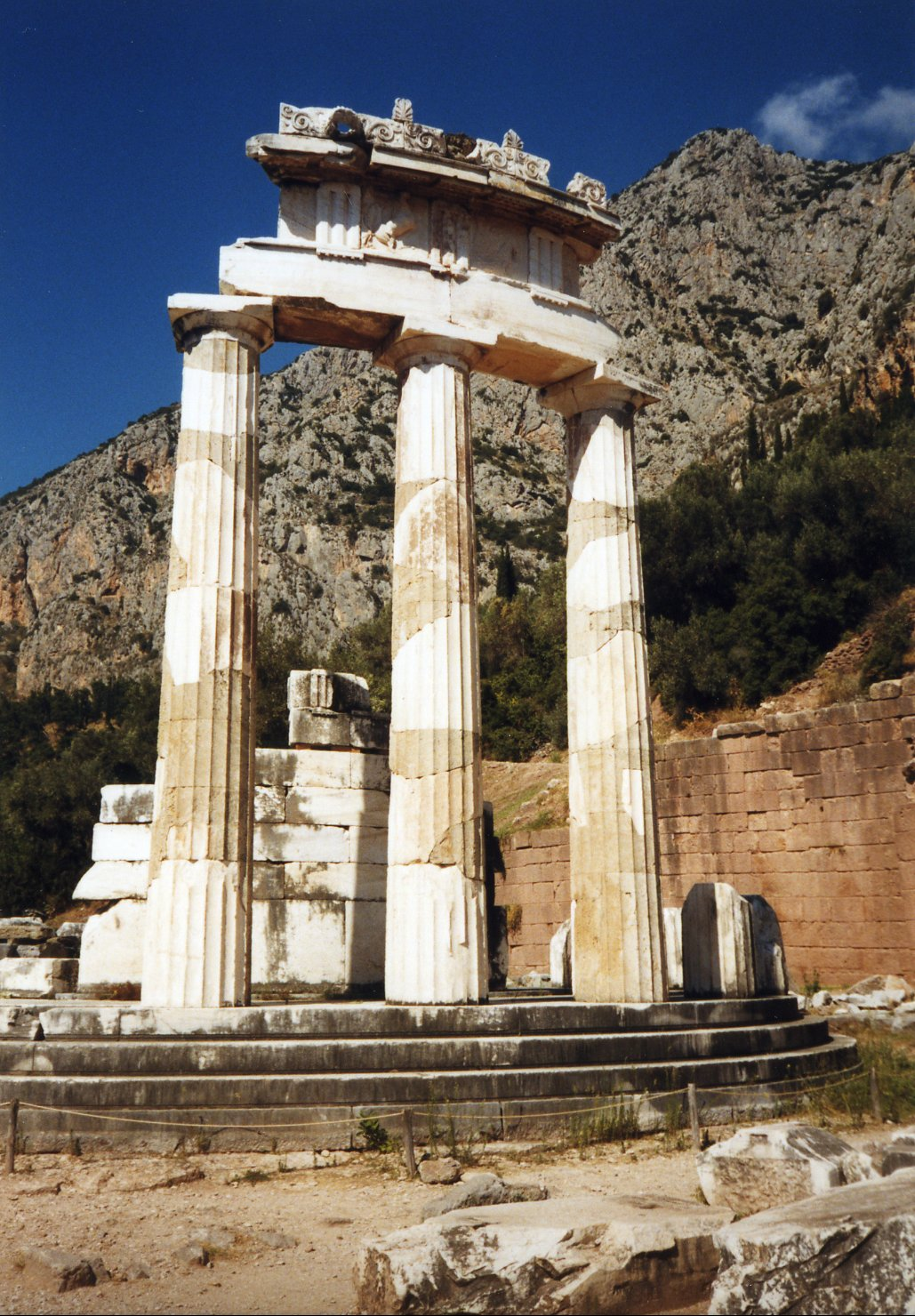
Дельфійський толос — Храм Афіни Пронай.

По повідомленням  Павсанія, у Дельфах показували камінь, який Крон нібито проковтнув замість Зевса.

## Піфійські ігри
«Піфійські ігри» (або «ПІфії»)  були після Олімпійських ігор другими за значністю загально-еллінськими іграми античності. Спочатку Ігри проводили кожні вісім років, а починаючи з 586 року до н.е. на честь Аполлона Піфійського почали проводити кожні чотири роки.
Спочатку ігри складалися лише з одного виду змагань — співу під акомпанемент кіфари. Пізніше додалися інші художні та атлетичні змагання, такі як змагання на колісницях та верхова їзда. У театрі міста Дельфи проводились музичні змагання, а на стадіоні Дельф — атлетичні. Перегони на колісницях влаштовували на рівнині біля сусіднього міста Крісса.
Проведення Піфійських ігор було заборонено приблизно в той же час, що й проведення Олімпійських ігор (близько 394 н.е.).

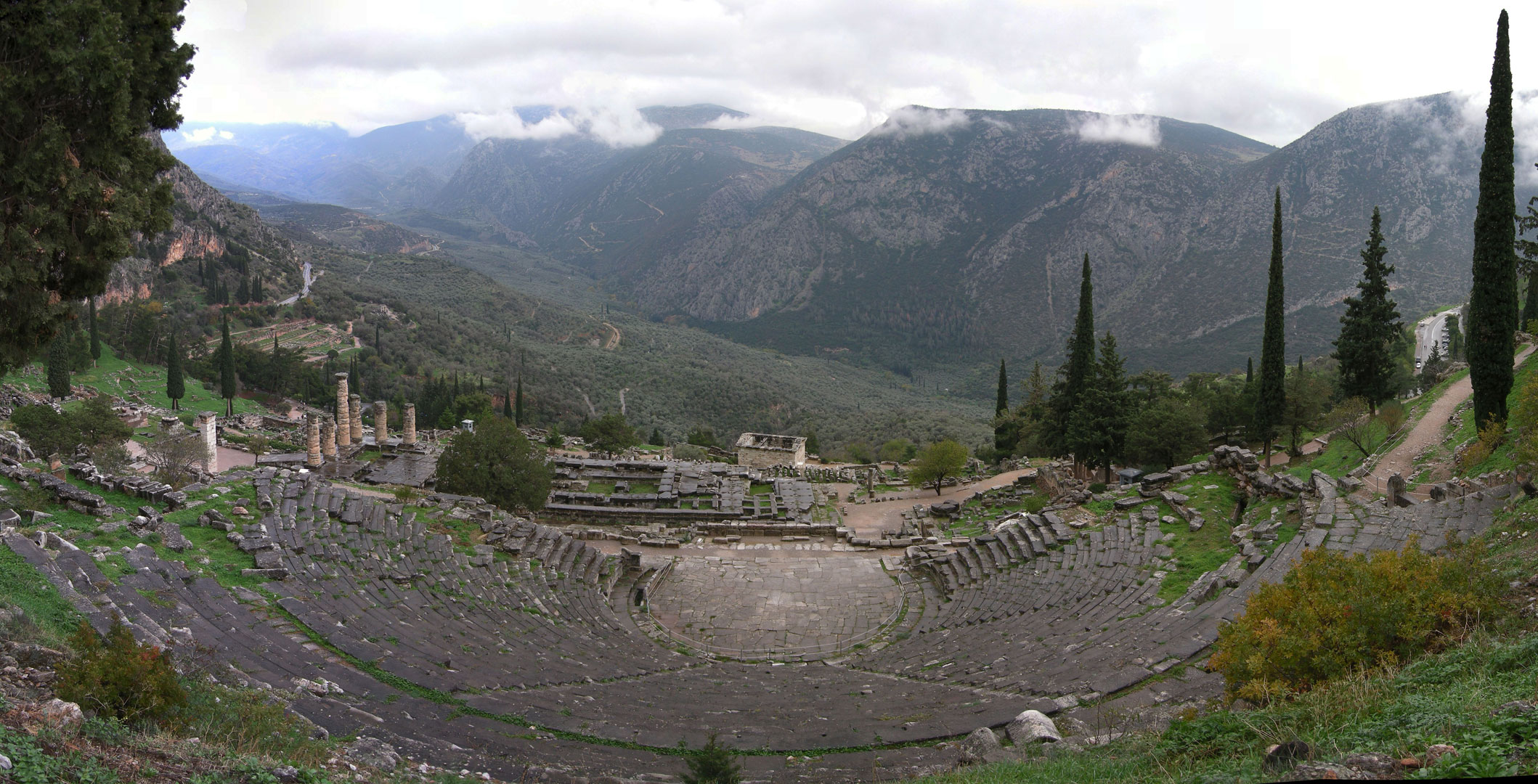
Театр в Дельфах
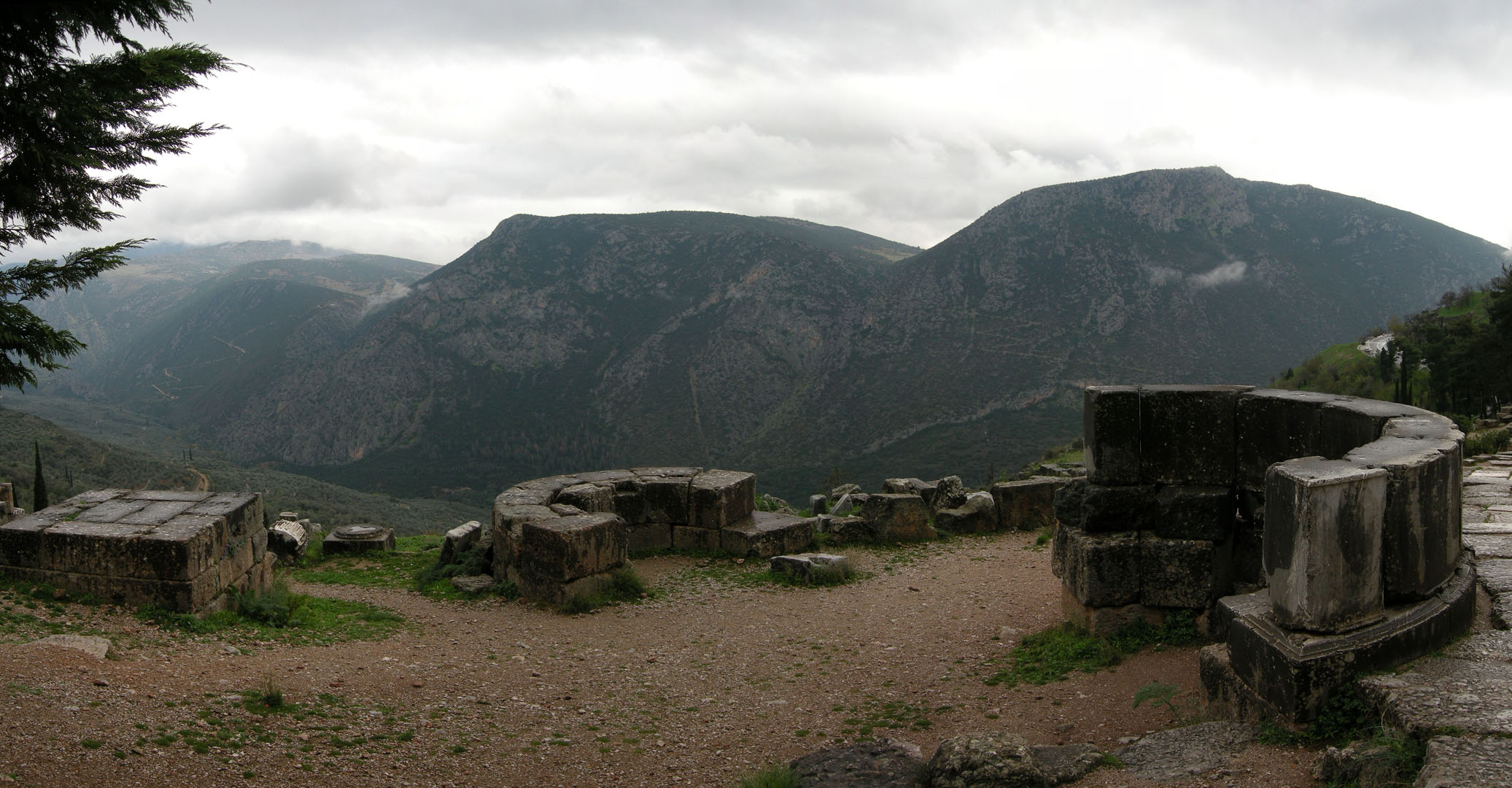
Вид з Дельф
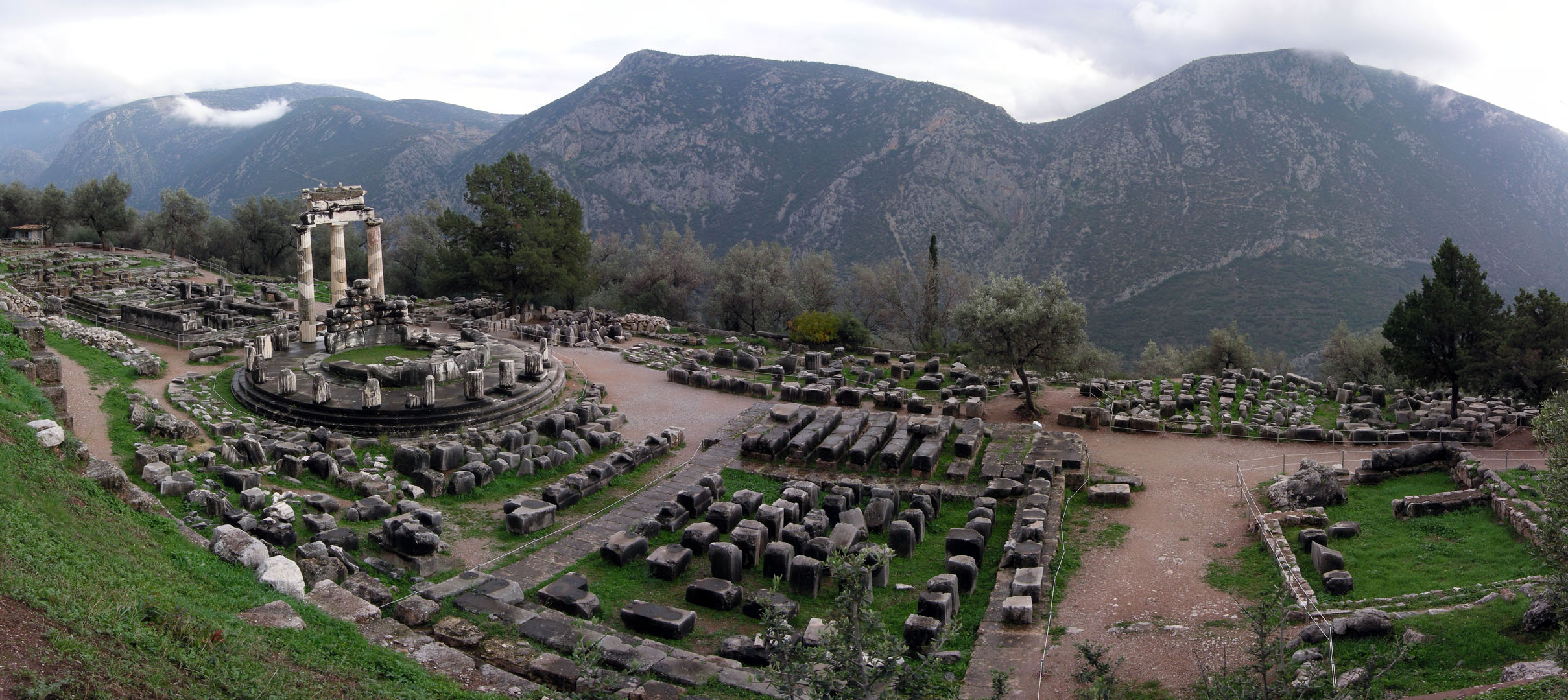
Храм Афіни Пронаї
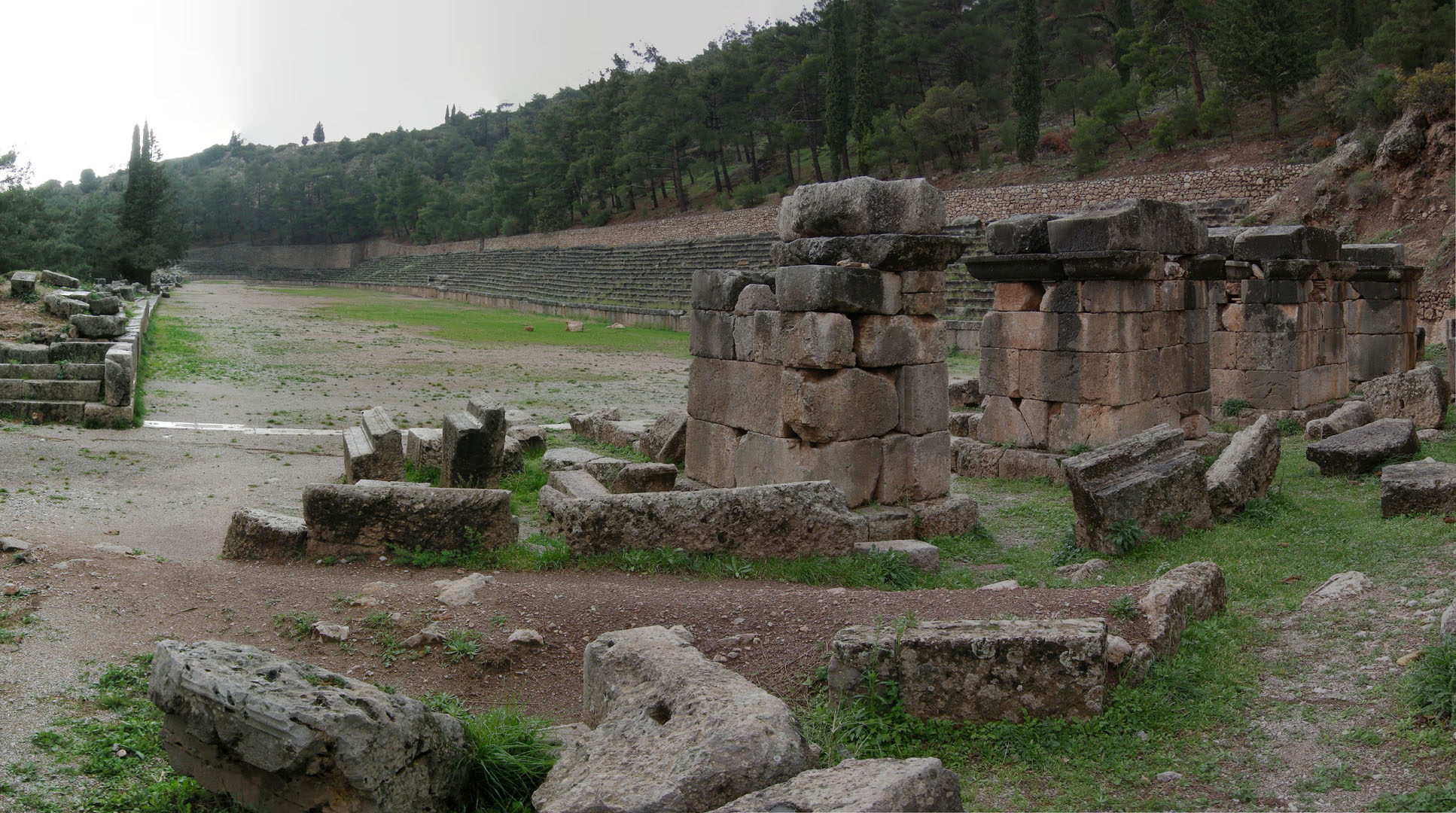
Стадіон
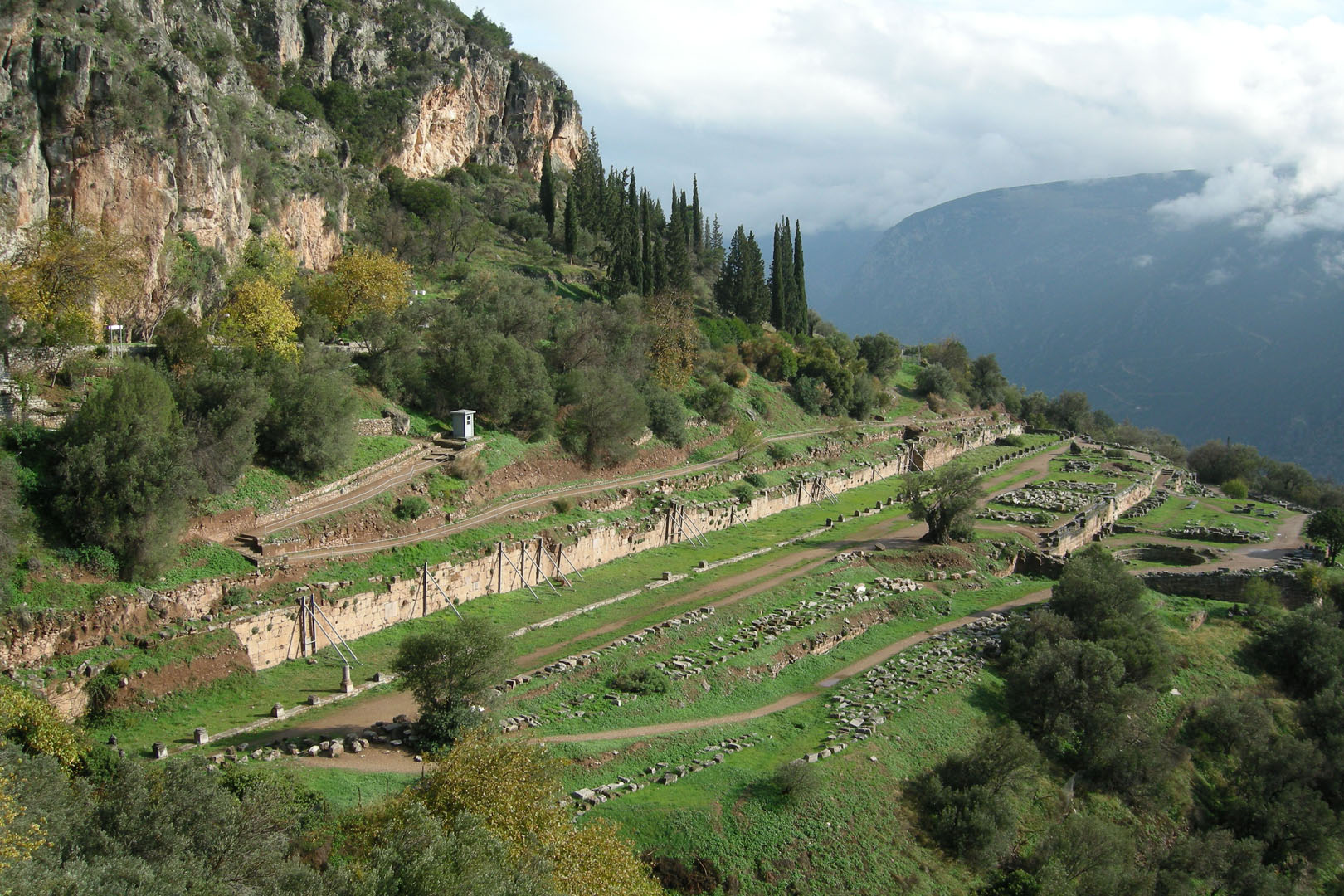
Гімнасій
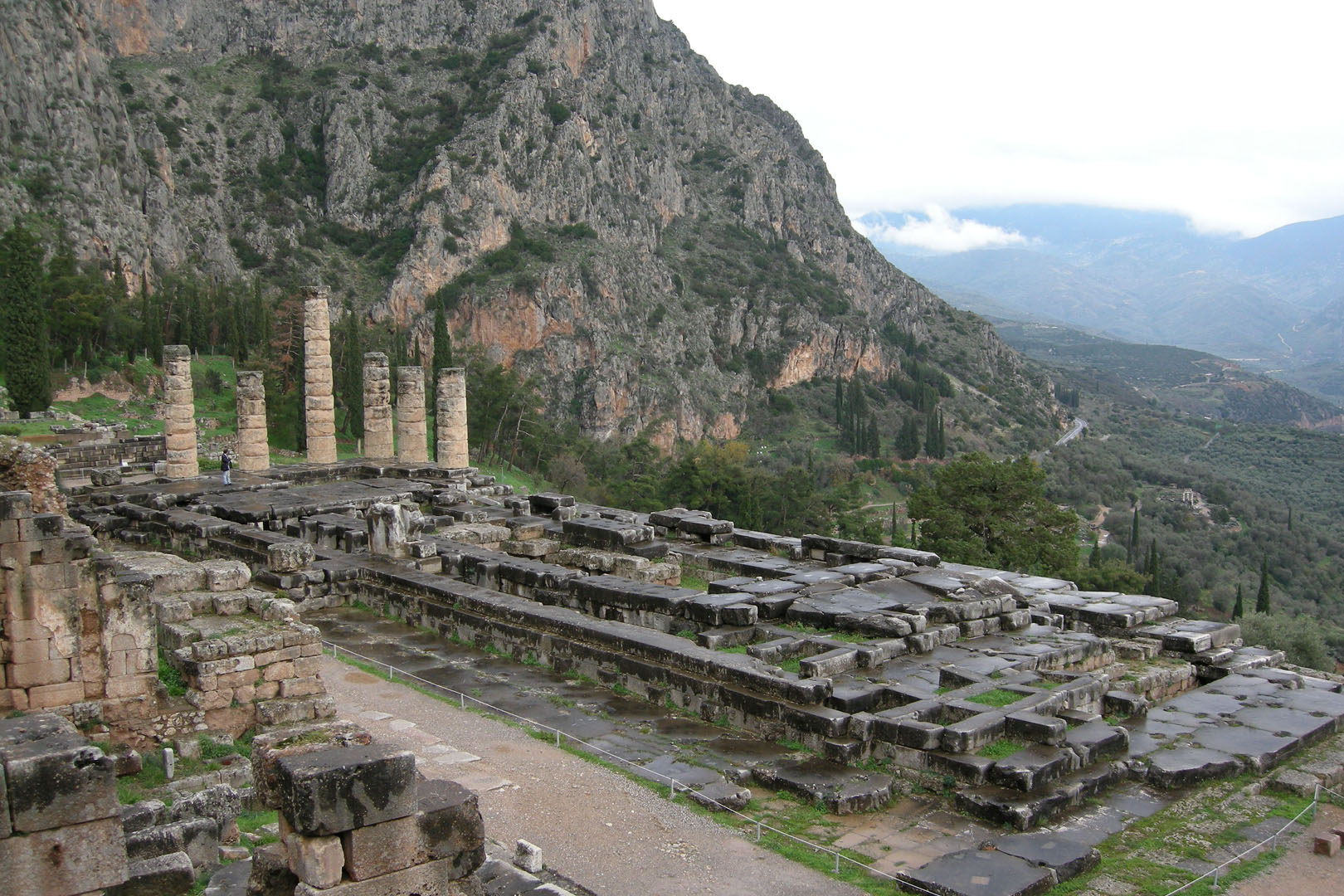
Храм Аполлона
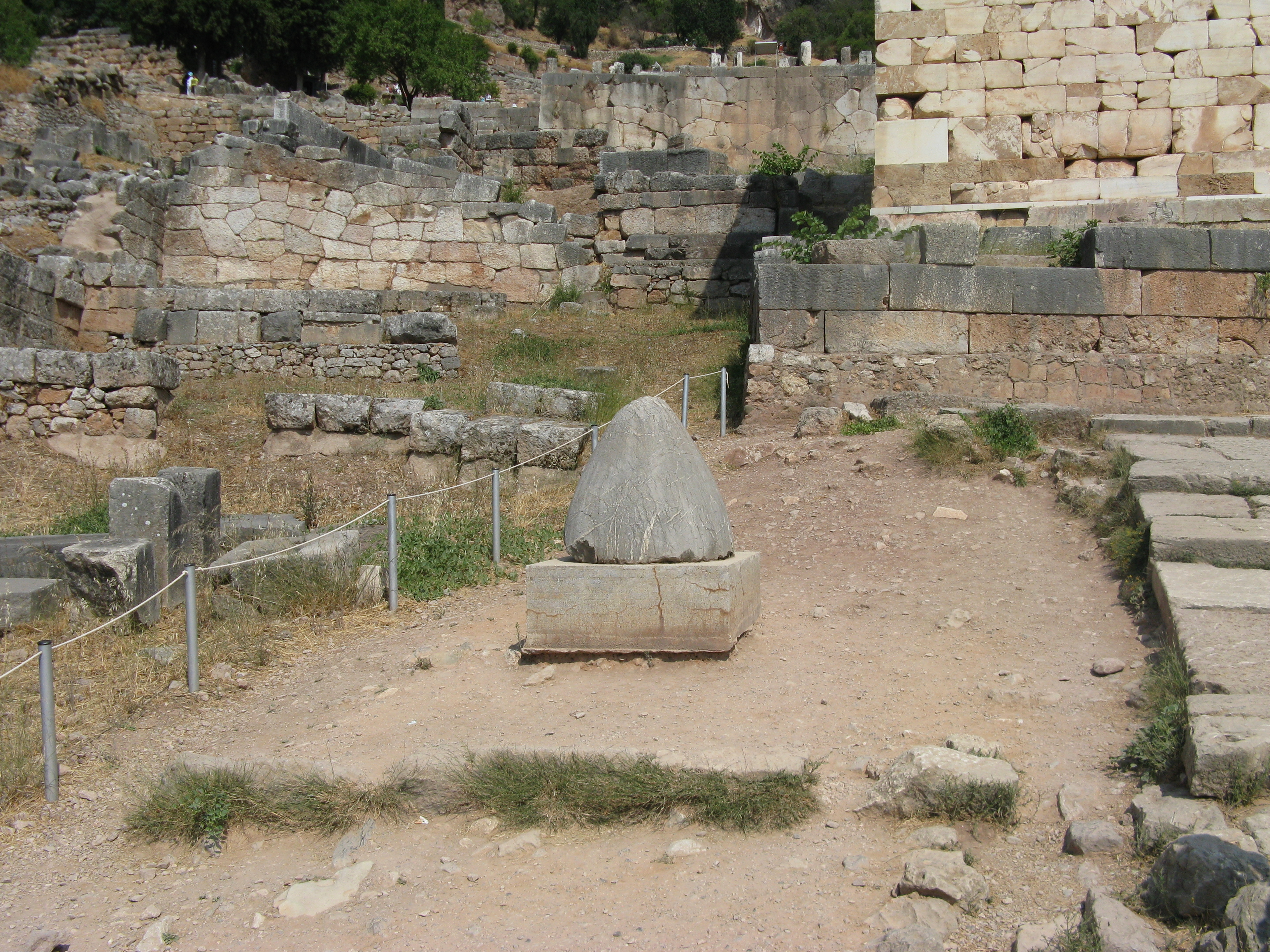
Пуп Землі